# Läderlappslav
Läderlappslav (Collema nigrescens) är en lavart som först beskrevs av William Hudson, och fick sitt nu gällande namn av Augustin Pyrame de Candolle. Läderlappslav ingår i släktet Collema och familjen Collemataceae.  Arten är reproducerande i Sverige. Inga underarter finns listade i Catalogue of Life.

## Källor

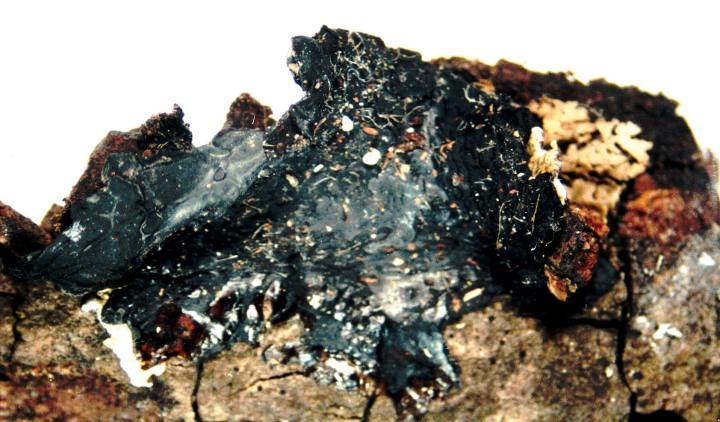
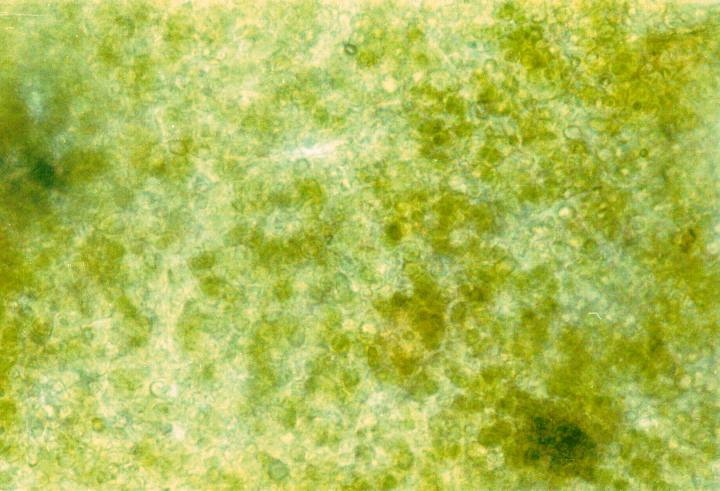
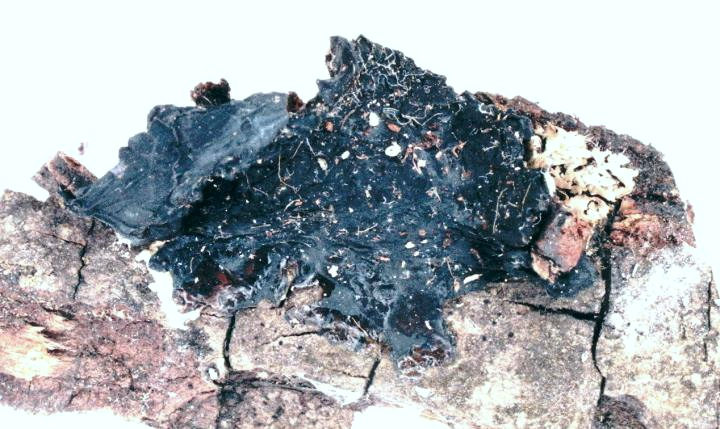